# Sonetillo
Sonetillo es el nombre que recibe el soneto de arte menor, es decir, cuyos versos tienen ocho o un número inferior de sílabas. Es una composición poética bastante infrecuente en la literatura castellana. Aunque existen ejemplos aislados desde el siglo XVII, y en el XVIII Tomás de Iriarte utilizó sonetos en versos octosílabos para algunas de sus fábulas, es sobre todo a partir del Modernismo cuando se utiliza esta variante del soneto; en el siglo XXI algunos autores continúan con esta forma sin alterar su organización principal. 